# Zdenka Trvalcová
Zdenka Trvalcová (* 23. dubna 1982 Žarnovica) je slovenská herečka a zpěvačka.

## Životopis
Narodila se v roku 1982 ve slovenské Žarnovici. Její otec je známý slovenský zvonař. Již od mala se u Zdenky projevovalo výrazné nadání k hudbě a pohybu. Již jako malá chodila do hudební školy v Žarnovici na zpěv a akordeon a reprezentovala základní školu v Žarnovici v uměleckých soutěžích.
Po roce na gymnáziu v Žiari nad Hronom, odešla do Bratislavy na církevní konzervatoř, kde vystudovala operní zpěv. V roce 2001 se přestěhovala do Prahy, kde nastoupila na obor muzikálový zpěv na Konzervatoři Jaroslava Ježka. O rok později dostala svou první muzikálovou roli v pražském divadle Broadway. Šlo o roli Octavii v muzikálu Kleopatra. Následně Zdenka dostala roli ve více než desítce muzikálů. V muzikálu o Edith Piaf s názvem Edith, vrabčák z předměstí, se alternovala s Radkou Fišarovou.
Kromě muzikálů, Zdenka působí jako zpěvačka, skladatelka a kapelnice eklektické kapely Voilà! a swingovo-chansonového tria La Belle Vie.
Kromě zpěvu vystudovala Zdenka i obor italianistika na Filozofické fakultě Univerzity Karlovy.

## Divadelní role

### Muzikály
- 2003 Kleopatra (Octavia)
- 2004 Tři mušketýři (Constance)
- 2007 Angelika (Montespan)
- 2008 Golem (Rebeka)
- 2009 Dracula (Adriana a Sandra)
- 2011 Kat Mydlář (Mandalénka)